# Gersinio Constansia
Gersinio Constansia (Groningen, 6 april 1990) is een Nederlands-Curaçaos voetballer die als middenvelder speelt.
In 2011 werd hij geselecteerd voor het Curaçaos voetbalelftal. Waar hij twee vriendschappelijke en een kwalificatiewedstrijd speelde.
1 Room ·
2 Cuco Martina ·
3 Shermar Martina · 
4 Lachman · 
5 Carolina ·
6 Maria ·
7 Antonia ·
8 Bonevacia ·
9 Benschop ·
10 Bacuna ·
11 Nepomuceno ·
12 Carmelia ·
13 Gaari ·
14 Kastaneer ·
15 Shermaine Martina ·
16 Van Kessel ·
17 Constansia ·
18 Hooi ·
19 Arias ·
20 Vapor ·
21 Statie ·
22 Pieter · 
23 De la Paz · 
Coach: Bicentini